# Grupo FCC
Grupo FCC — испанская компания, работающая в сфере строительства и коммунальных услуг.

## История
Fomento de Construcciones y Contratas образовалась в 1991 году слиянием Construcciones y Contratas с компанией Fomento de Obras y Construcciones (Focsa). Компания Focsa была основана в 1900 году в Барселоне, а в 1944 году в Мадриде семьёй Копловиц была создана компания Construcciones y Contratas..
В 2006 году была куплена британская компания по утилизации отходов Waste Recycling Group, она была преобразована в дочернюю компанию FCC Environment. В начале 2000-х годов FCC была крупнейшей строительной компанией Испании, однако понесла большие убытки во время финансово-экономического кризиса 2008-15 годов, в 2013 году были проданы несколько дочерних предприятий и проведена дополнительная эмиссия акций, значительными акционерами FCC стали Билл Гейтс (5,7 %) и Джордж Сорос (25 %), а в 2015 году долю в компании купил Карлос Слим.
В 2019 и 2020 годах против компании выдвигались обвинения в подкупе чиновников в Панаме и Колумбии с целью получения контрактов.

## Собственники и руководство
Контрольный пакет акций принадлежит мексиканскому миллиардеру Карлосу Слиму, в конце 2023 года он увеличил свою долю до 85 %. Небольшую долю сохраняет семья Копловиц. Эстер Алькосер Копловиц занимает пост председателя совета директоров, а её мать, Эстер Копловиц Ромеро де Хусеу — вице-председатель.

## Деятельность
Направления деятельности по состоянию на 2023 год:
- экологические услуги — уборка улиц и парков, вывоз мусора, переработка промышленных отходов, 43 % выручки;
- строительство — строительство автомобильных и железных дорог, аэропортов, гидротехнических сооружений, жилой и нежилой недвижимости, 31 % выручки;
- сточные воды — сбор, очистка и сброс сточных вод, 17 % выручки;
- цемент — производство цемента, замес бетона, 7 % выручки.

Выручка за 2023 год составила 9,03 млрд евро, основными рынками были: Испания (53 % выручки), Великобритания (12 %), Чехия (5 %), остальная Европа (12 %), Америка (15 %)
В списке крупнейших публичных компаний мира Forbes Global 2000 за 2023 год Grupo FCC заняла 1979-е место.

## Некоторые объекты
Grupo FCC принимала участие в строительстве метрополитенов Дохи и Эр-Рияда.

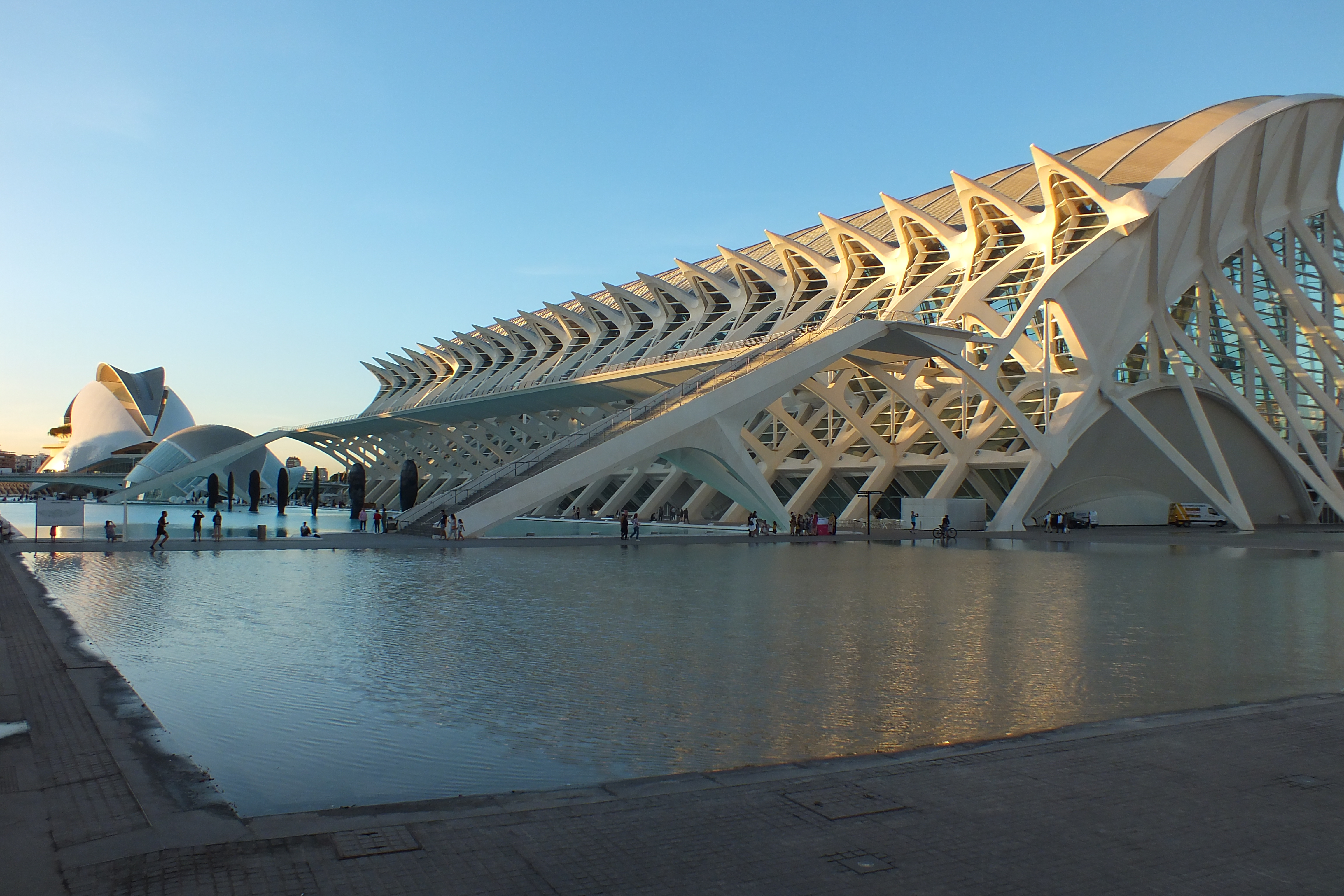
Музей науки принца Филиппа в Валенсии
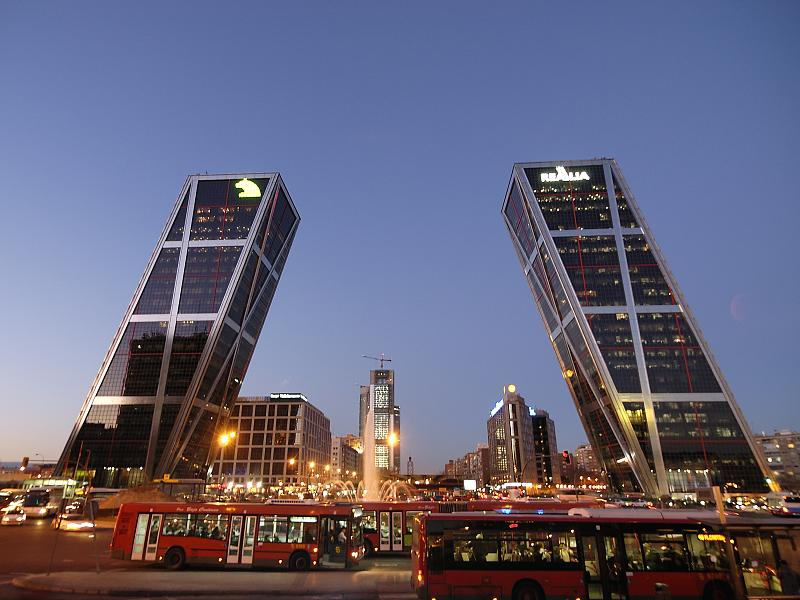
Ворота Европы в Мадриде
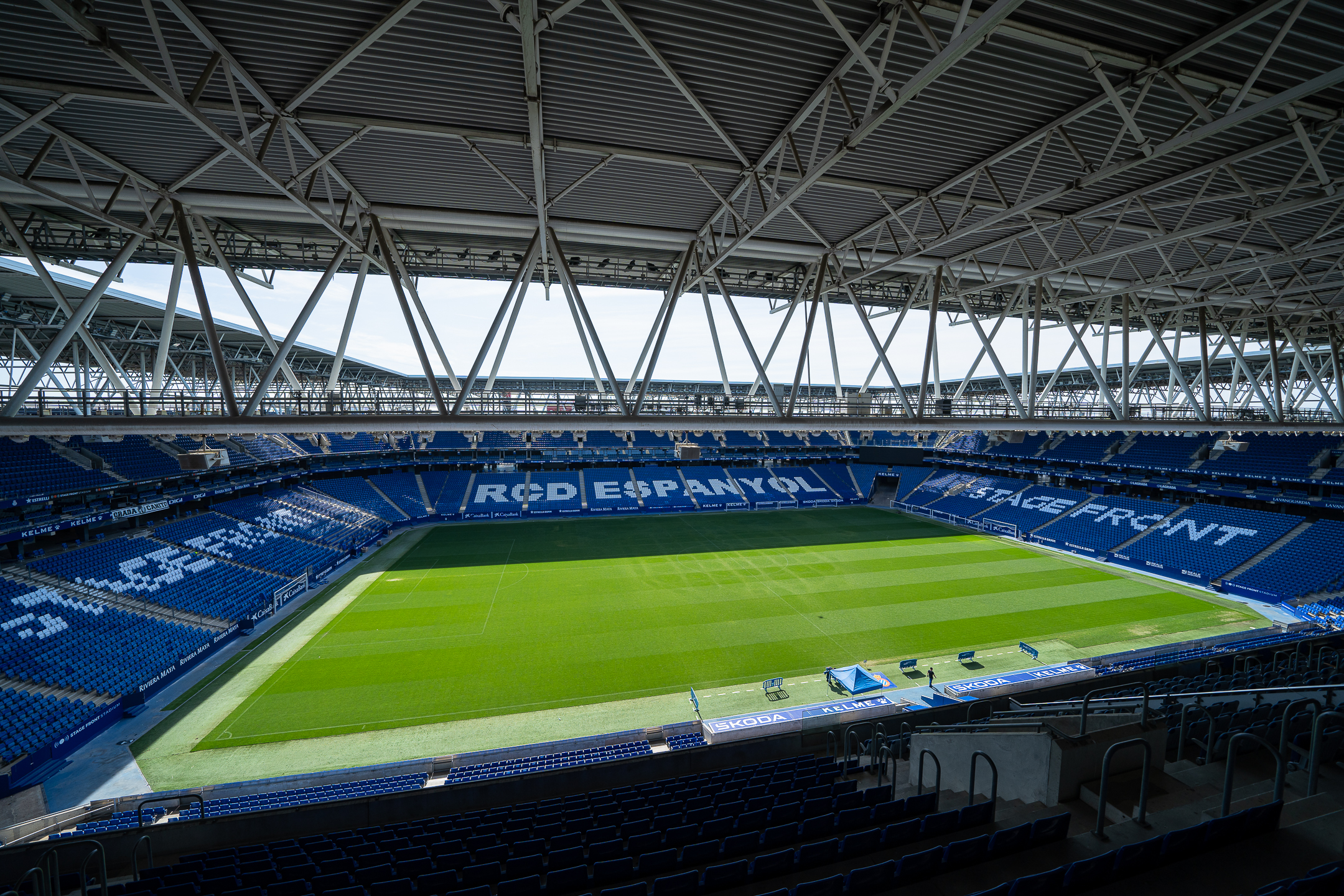
Стадион Корнелья-Эль Прат в Барселоне
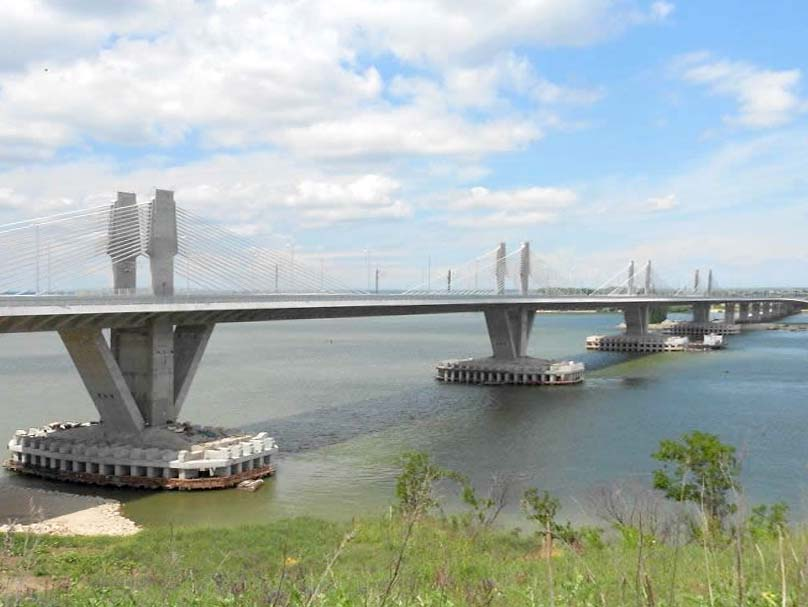
Мост «Новая Европа» меэжу Болгарией и Румынией
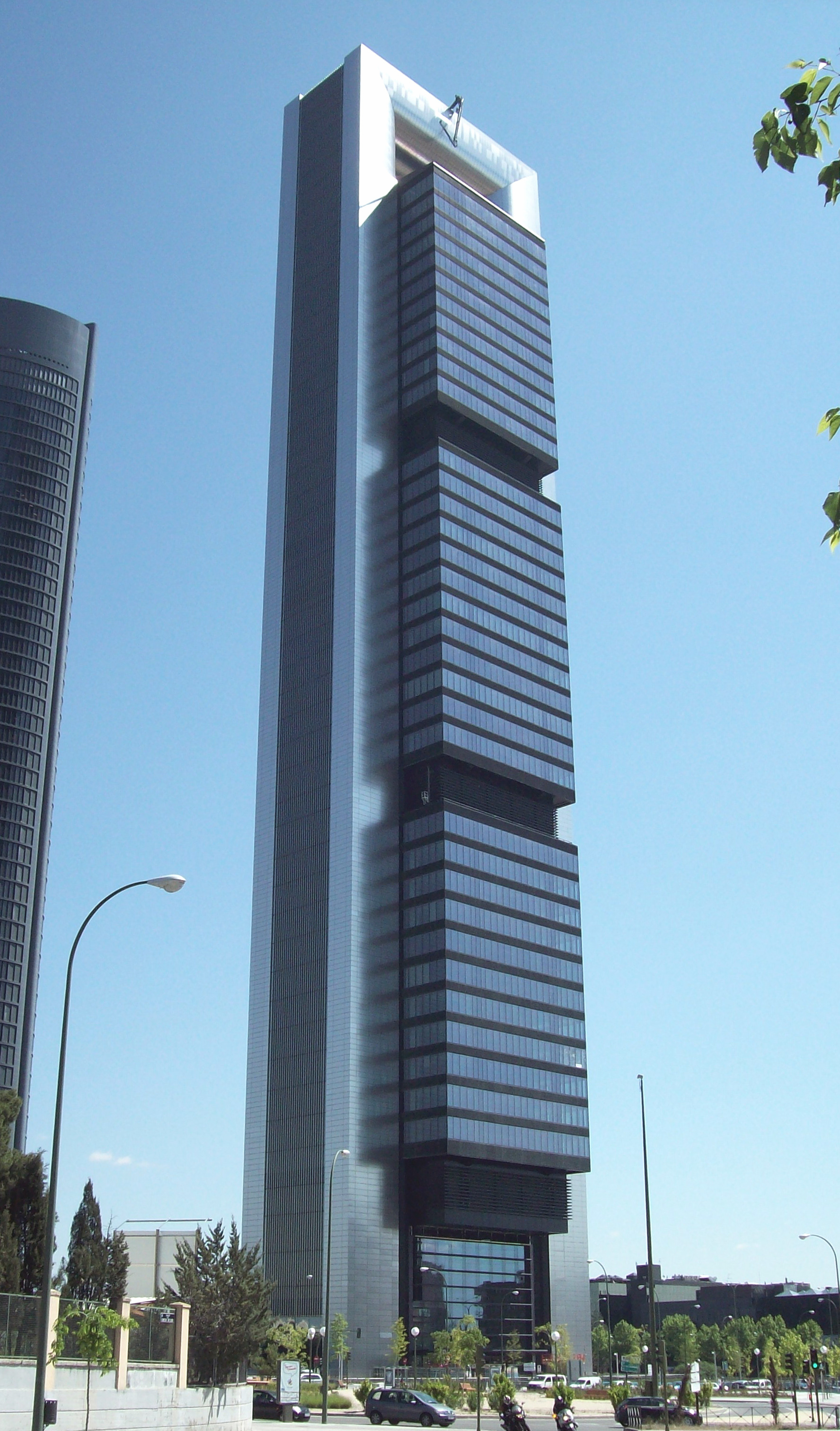
Torre Cepsa в Мадриде